# Большой Нохыръёган
Большой Нохыръёган (устар. Большой Нагор-Юган) — река в Приуральском районе Ямало-Ненецкого автономного округа. Устье находится в 63 км по левому берегу реки Собтыёган. Длина реки 49 км.

## Данные водного реестра
По данным государственного водного реестра России относится к Нижнеобскому бассейновому округу, водохозяйственный участок реки — Обь от впадения реки Северная Сосьва до города Салехард, речной подбассейн реки — бассейны притоков Оби ниже впадения Северной Сосьвы. Речной бассейн реки — (Нижняя) Обь от впадения Иртыша.